# Phare de Nordborg
Le phare de Nordborg (en danois : Nordborg Fyr), aussi appelé phare d'Augustenhof (Augustenhof Fyr), est un phare situé à l’est de Nordborg sur l’île d’Als au Danemark. Il a été mis en service en 1904, lorsque le sud du Jutland faisait partie de l’Empire allemand. Le phare a été remplacé par le phare danois lors de la réunion au Danemark en 1920. Le sommet a probablement été fabriqué chez Julius Pintsch AG à Berlin. Les caractéristiques du phare sont Oc WRG 5s.
La tour ronde, de 20 mètres de haut, est construite en briques comme la maison du gardien de phare. Elles sont plâtrées et peintes en jaune.
Le phare a été construit de 1902 à 1904. La tour avait initialement une hauteur de 18 mètres. En 1927, il a été doté d’une lentille fixe, d’un brûleur à pétrole et de stores pour faire des éclats. Lors d’une modernisation en 1947, la tour est agrandie de 2 mètres, le phare est converti à l’électricité et des volets de 3ème ordre sont installés. La hauteur du feu est de 27 m et les caractéristiques sont de 4 secondes de lumière après 1 seconde de pause.
En 1940, peu après le début de l’occupation par l’Allemagne pendant la Seconde Guerre mondiale, la Luftwaffe crée un poste de guet aérien (Flugwache, abrégé FluWa) à Nordborg. Le personnel était composé de 9 hommes et d’un commandant. Il s’agissait de soldats âgés. Ils ont été remplacés par environ 20 jeunes soldats. Initialement, les soldats étaient logés dans des maisons privées. En 1942, une caserne a été construite près du phare avec de la place pour 20 à 25 hommes. Les soldats allemands s’y sont installés et l’ont utilisée pour dormir et se reposer. Peu après le début de l’occupation, les soldats allemands se sont tournés vers la laiterie de Pøl (de) où ils ont demandé à se baigner lorsqu’ils ont appris qu’il y avait des possibilités de baignade sur place. Lorsque la caserne a été construite, cet usage a cessé.
En 1974, le phare a été remplacé par un modèle de type 109 avec une prise P-40 pré-focalisée.
L’ancienne maison de gardien peut être réservée pour un séjour comme le Camp School Fyrret. Sur la plage à l’est du phare se trouve le domaine de chalets Bølingsmark Strand.